# دوووبووو-ورنبه
دوووبووو-ورنبه (به لهستانی:  Dołubowo-Wyręby) یک روستا در لهستان است که در گمینا گروجیسک واقع شده‌است.